# Garypus beauvoisi
Garypus beauvoisi is een bastaardschorpioenensoort uit de familie van de Garypidae. De wetenschappelijke naam van de soort is voor het eerst geldig gepubliceerd in 1929 door Savigny.